# Баграмян, Михаил Апкарович
Михаил Апкарович Баграмян (азерб. Mixail Abkaroviç Baqramyan, арм. Միքայել Աբգարի Բաղրամյան; 18 октября 1931, Чанлибель — 13 мая 2014, Кисловодск) — советский виноградарь армянского происхождения, Герой Социалистического Труда (1950).

## Биография
Родился 18 октября 1931 года в селе Чардахлы Шамхорского района Азербайджанской ССР (ныне село Чанлибель Шамкирского района).
С 1945 года — колхозник, звеньевой колхоза имени К. Цеткин, агроном совхоза имени К. Цеткин Шамхорского района. В 1949 году получил урожай винограда 175,3 центнеров с гектара на площади 6,7 гектаров поливных виноградников.
Указом Президиума Верховного Совета СССР от 8 августа 1950 года за высокие урожаи винограда в 1949 году Баграмяну Михаилу Апкаровичу присвоено звание Героя Социалистического Труда с вручением ордена Ленина и золотой медали «Серп и Молот».
Активно участвовал в общественной жизни Азербайджана. Член КПСС с 1957 года.
В 1989 году был насильно депортирован, во время антиармянских погромов в Азербайджане, переселился в Кисловодск.
Скончался 13 мая 2014 года в городе Кисловодск Ставропольского края.